# Big Timber (Montana)
Big Timber è un agglomerato urbano di modeste dimensioni situato in Montana, Stati Uniti d'America. Capoluogo della contea di Sweet Grass, secondo i dati riportati dallo Stato del Montana nel  2010 contava 1 641 abitanti.

## Geografia fisica
Le coordinate della cittadina di Big Timber sono 45°50′00″N 109°57′01″W.

## Società

### Evoluzione demografica
Secondo i dati raccolti sul territorio cittadino di Big Timber, nella cittadina sono presenti 1 801 abitanti. Il 49,1% di questi sono di sesso maschile (884 ab.) mentre il 50,9% sono di sesso femminile (917 ab.). L'età media dei residenti è leggermente più alta rispetto alla media del Montana: 42,4 anni contro i 37,5 statali. Il 97,5% della popolazione di Big Timber è bianca, l'1,7% ha origini ispaniche, l'1,6% è costituito da indiani d'America mentre il rimanente 2,2% ha altre origini.

## Economia
Lo stipendio annuo medio di un capofamiglia residente a Big Timber si aggira intorno ai $42,227, una cifra leggermente inferiore alla media dello Stato del Montana di $43,531. Tuttavia, il valore medio di un immobile a Big Timber è cresciuto notevolmente nel periodo che va dal 2000 al 2007 (anno dell'ultimo censimento) portandosi a una cifra di $172,467. Valore che è superiore di $2,467 rispetto alla media statale del Montana.